# Breaking the Spell
Breaking the Spell (em português, Quebrando o Feitiço) é um filme documentário anarquista estadunidense de longa-metragem (60 minutos) e baixo custo dirigido por Tim Lewis, Tim Ream e Chuck A. Rock. Produzido em 2001, Breaking the Spell registra parte das manifestações contra a reunião da OMC na cidade de Seattle em novembro de 1999. As manifestações de Seattle são consideradas o marco inicial do movimento antiglobalização.
O filme é distribuído atualmente pelo coletivo CrimethInc. no DVD CrimethInc. Guerilla Film Series, Volume One.